# Ordens honoríficas da Santa Sé
As ordens honoríficas da Santa Sé compõem um sistema de ordens, condecorações e medalhas concedidas pela Santa Sé por realizações e méritos de seus recipientes em benefício da própria Santa Sé, da Igreja Católica no sentido extenso, ou de suas respectivas instituições e atividades em nível global. A maior parte das presentes ordens honoríficas concedidas pelo Vaticano remontam à tradição medieval do Papado, que reinava sobre os Estados Papais, sendo estas resquícios de um período em que o Bispo de Roma exercia poder político sobre grande parte do continente europeu.
Atualmente, a Santa Sé concede oficialmente cinco condecorações tendo o Papa como fonte de honra e soberano. Há ainda outras duas ordens honoríficas independentes que gozam de custódia e privilégios papais, sendo reconhecidas por bula papal mas que não são emitidas diretamente pelo Vaticano.

## Soberania
O Papa é o soberano grão-mestre de todas as ordens honoríficas emitidas pela Santa Sé, enquanto o grande magistério das honras individuais pode ser mantido diretamente pelo Pontífice ou concedido a uma pessoa de confiança, geralmente um cardeal.
Pela tradição histórica, o Papa não recebe títulos nobiliárquicos (de nenhum tipo, cavalheiresco ou dinástico), porque seu ofício está "acima de toda honra". Na verdade, tal concepção parte da crença medieval de que o Papa é a fonte de honra de todas as demais ordens honoríficas e poderes temporais (juntamente com o Sacro Imperador Romano), sendo esta uma das tradições políticas que gerou a Questão das Investiduras no século XII. Como tal, o Papa nunca porta publicamente as condecorações das ordens de que é soberano e nunca recebe nenhuma honraria de outros Estados.
De igual modo, um prelado católico que se torna Pontífice abandona todas as honrarias recebidas anteriormente, sendo suplantadas pelo título universal de Bispo de Roma.

## Ordens honoríficas atuais

### Ordens de cavalaria
| Ordem                         | Graus                                                                           | Fundação e lema                           | Fundador          | Concessão | Barreta |
| ----------------------------- | ------------------------------------------------------------------------------- | ----------------------------------------- | ----------------- | --- | ------- |
| — Ordem Suprema de Cristo     | Cavaleiro                                                                       | 7 de fevereiro de 1905                    | Papa Pio X        | Distintos serviços prestados ao Papado e à Igreja Católica Romana e atos de defesa pública da fé católica em todo o globo.                                                              | Barreta |
| — Ordem da Espora de Ouro     | Cavaleiro                                                                       | 7 de fevereiro de 1905 PIUS X RESTITUIT   | Papa Pio X        | "Distintos serviços na propagação da fé católica ou significante contribuição para "a glória da Igreja Católica Romana" pelo talento militar, literatura ou semelhantes atos ilustres." | Barreta |
| — Ordem de Pio IX             | Cavaleiro de Colar Cavaleiro Grã-Cruz Comendador com Placa Comendador Cavaleiro | 17 de junho de 1847 VIRTVTI ET MERITO     | Papa Pio IX       | Distintos serviços prestados ao Papado e à Igreja Católica Romana, especialmente no campo diplomático, político e internacional.                                                        | Barreta |
| — Ordem de São Gregório Magno | Cavaleiro Grã-Cruz Comendador com Placa Comendador Cavaleiro                    | 1 de setembro de 1831 PRO DEO ET PRINCIPE | Papa Gregório XVI | "Distintos serviços prestados ao Papado e à Igreja Católica Romana, feitos notáveis demonstrativos de apoio à Santa Sé e boa conduta pública e em sociedade."                           | Barreta |
| — Ordem de São Silvestre Papa | Cavaleiro Grã-Cruz Comendador com Placa Comendador Cavaleiro                    | 31 de outubro de 1841 MULTUM IN PARVO     | Papa Gregório XVI | "Católicos profundamente envolvidos na vida religiosa da Igreja Católica Romana que se notabilizaram no exercício da sua profissão ou na maestria de distintas artes."                  | Barreta |

### Ordens reconhecidas pela Santa Sé
A Ordem Equestre do Santo Sepulcro é semi-independente sob a proteção da Santa Sé e administrada por delegação apostólica por um cardeal da Igreja Romana que assume o título de Grão-mestre.
Em 16 de outubro de 2012, a Santa Sé emitiu um comunicado no qual nega o reconhecimento às ordens de cavalaria recém-estabelecidas e às que remontam às ordens medievais, além das suas próprias (Suprema de Cristo, da Espora de Ouro, de Pio IX, de São Gregório Magno e de São Silvestre Papa) e que excedam às Soberana Ordem Militar de Malta e do Santo Sepulcro de Jerusalém. A Santa Sé adverte também sobre o costume de realizar as chamadas "cerimônias de investidura" nas igrejas ou capelas.
| Ordem                                                                                 | Graus                                                                           | Fundação e lema                        | Fundador            | Concessão | Barreta |
| ------------------------------------------------------------------------------------- | ------------------------------------------------------------------------------- | -------------------------------------- | ------------------- | --- | ------- |
| — Ordem Soberana e Militar Hospitalária de São João de Jerusalém, de Rodes e de Malta | Cavaleiro                                                                       | 1048 TVITIO FIDEI ET OBSEQVIM PAVPERVM | Beato Gerardo Tum   | Distintos serviços que trouxeram honra e credibilidade às causas defendidas pela Ordem de Malta e indivíduos que promoveram os valores cristãos através de seus atos públicos de caridade. | Barreta |
| — Ordem Equestre do Santo Sepulcro de Jerusalém                                       | Cavaleiro de Colar Cavaleiro Grã-Cruz Comendador com Placa Comendador Cavaleiro | 1099 DEVS LO VVLT                      | Godofredo de Bulhão | "Distintas contribuições com a atividade e presença do Patriarcado de Jerusalém bem como demais atividades da presença cristã na Terra Santa."                                             | Barreta |